# Stephane & 3G
Stephane y 3G  son un grupo georgiano de pop formado por Stephane Mgebrishvili, Nini Badurashvili, Tako Gachechiladze y Kristine Imedadze.

## Eurovisión
El 1 de marzo de 2008, 3G participó en la final nacional georgiana para representar al país en el Festival de Eurovisión 2008 en Belgrado, Serbia. La banda acabó en 4º posición con la canción "I'm free".
El 18 de febrero de 2009, 3G junto Stephane Mgebrishvili, forman el grupo Stephane y 3G y participan nuevamente en la final nacional georgiana, saliendo victoriosos con la canción "We don't wanna put in" y representando a Georgia en el Festival de la Canción de Eurovisión 2009 en Moscú, Rusia. Sin embargo el 11 de marzo de 2009, Georgia decidió retirarse del certamen europeo, debido a que no se aceptó la oferta de la UER de cambiar la letra de su canción. La razón de esto, es que tras la guerra de Osetia del Sur de 2008 (lo cual llevó a que las relaciones de Rusia y Georgia empeoraran), en la traducción literal de la canción georgiana, se podría dar a entender la frase "No queremos a Putin".

## Discografía
- 2009: We don't wanna put in